# AAC Honey Badger
AAC Honey Badger PDW là loại vũ khí phòng vệ cá nhân/súng trường tấn công có thiết kế dựa trên AR-15. Súng sử dụng loại đạn .300 AAC Blackout và được sản xuất bởi Advanced Armament Corporation (AAC), một công ty con của Remington Outdoor Company. Nó được đặt theo tên của lửng mật (Honey badger).

## Thay thế
Tính đến năm 2013, AAC đang tập trung vào việc sản xuất các loại nòng giảm thanh và rời khỏi thị trường súng. Trong khi chuyển sang sản xuất nòng giảm thanh, dự án đã bị hoãn lại và Sig Sauer  đã cho ra mắt sản phẩm mới của họ là khẩu súng carbine Sig MCX và đã thay thế AAC Honey Badger. Jeff Still, giám đốc của Remington Outdoor Company nói rằng: "Chúng tôi đã đưa ra quyết định rằng chúng tôi sẽ không còn kinh doanh súng trường nữa. Chúng tôi sẽ tập trung tất cả nỗ lực vào việc sản xuất nòng giảm thanh và những phụ kiện liên quan".